# Єнс Валь
Єнс Валь (дан. Jens Vahl, 27 листопада 1796 — 12 листопада 1854) — данський ботанік та фармацевт.

## Біографія
Брав участь в експедиції необжитих районів Східної Ґренландії в 1828—1830 рр. з метою пошуку втрачених Східних скандинавських поселень. Фінансова підтримка з боку короля Кристіана VIII Данії дозволила Валю продовжити свої дослідження. Тому він подорожував по Західній Ґренландії у 1829—1836 рр. Він повернувся до Копенгагена у 1836 році з дуже великими колекціями рослин, які він пізніше пожертвував Копенгагенського університету. Колекції заклали фундамент знань про флору Ґренландії. На відміну від своїх попередників, Валь зробив допитливі замітки щодо точного місця розташування і місця існування рослин. У 1838—1839 рр. Валь брав участь у французькій експедиції до Нордкапа і Шпіцбергена. У 1840 році він був асистентом у Ботанічному саду в Копенгагені. У 1842 році він отримав докторський ступінь в Університеті Ростока. Також описав багато нових видів, наприклад, Draba arctica.

## Твори
- Drejer S., Schouw J.F. and Jens Vahl, 1843, 40, 2341—2400.

## Вшанування пам'яті
Два роди рослин були названі на його честь:
- Vahlodea Fries (1842) у Poaceae
- Mostuea Didr. (1853) у Gelsemiaceae